# Nguyễn Thành Chung
Nguyễn Thành Chung (sinh ngày 8 tháng 9 năm 1997) là một cầu thủ bóng đá chuyên nghiệp người Việt Nam hiện đang thi đấu ở vị trí trung vệ cho câu lạc bộ V.League 1 Hà Nội và đội tuyển bóng đá quốc gia Việt Nam.

## Tiểu sử
Nguyễn Thành Chung sinh năm 1997 tại Trung Môn, Yên Sơn, Tuyên Quang. Anh từng học tập tại Trường Phổ Thông Năng Khiếu Thể Dục Thể Thao Hà Nội. Anh gia nhập lò đào tạo trẻ của câu lạc bộ Hà Nội T&T từ tháng 2 năm 2007.

## Sự nghiệp câu lạc bộ

### Đội trẻ Hà Nội T&T
Trong thời gian thi đấu tại đội trẻ Hà Nội T&T, Nguyễn Thành Chung mang áo số 18 tại các đội U-17, U-19 và U-21 của Hà Nội T&T. Thi đấu ở vị trí hậu vệ nhưng anh cũng để lại được một số bàn thắng trong thời gian thi đấu tại đội trẻ U-19 trong đó có cú đúp của anh vào lưới U-19 Sông Lam Nghệ An, và bàn thắng nâng tỷ số lên 3–0 cho đội bóng thủ đô tại bán kết giải bóng đá U19 quốc gia 2015.

### Công an Nhân dân
Năm 2015, Nguyễn Thành Chung là một trong 16 cầu thủ của Trung tâm đào tạo bóng đá trẻ Hà Nội T&T do huấn luyện viên Phạm Minh Đức quản lý thi đấu tại câu lạc bộ bóng đá Công an Nhân dân. Anh vẫn mang số áo 18 và người ghi bàn thắng bằng đầu giúp đội nhà có chiến thắng đầu tiên tại giải hạng nhất.

### Hà Nội
Tại giải bóng đá vô địch quốc gia Toyota V-League 2016, Nguyễn Thành Chung lần đầu tiên được Hà Nội T&T trình làng cùng với hàng loạt các cầu thủ trẻ khác như Phạm Đức Huy, Đỗ Hùng Dũng, Nguyễn Quang Hải... Sau 2 mùa giải đầu tiên anh đã thi đấu 32/52 trận cho đội bóng Thủ đô.
Ngày 1 tháng 10 năm 2022, Nguyễn Thành Chung đánh dấu cột mốc 100 trận đấu ra sân tại V.League 1 bằng chiến thắng 5–1 trước Becamex Bình Dương.

## Sự nghiệp quốc tế

#### U-19 Việt Nam
Năm 2015, Nguyễn Thành Chung là thành thành viên của Đội tuyển bóng đá U-19 quốc gia Việt Nam. Anh mang áo số 3 trong thời gian thi đấu cho đội U-19 Việt Nam.

#### U-23 Việt Nam
Tháng 12 năm 2017, Nguyễn Thành Chung lần đầu tiên được huấn luyện viên Park Hang-seo triệu tập vào Đội tuyển bóng đá U23 quốc gia Việt Nam. Anh mang áo số 15 trong trận đấu đầu tiên cho đội tuyển U23 Việt Nam ở trận giao hữu với câu lạc bộ bóng đá Ulsan Hyundai (Hàn Quốc).
Tháng 1 năm 2018, Nguyễn Thành Chung là một trong số 25 tuyển thủ U23 Việt Nam sang Trung Quốc tại Giải vô địch bóng đá U-23 châu Á 2018, anh chỉ thi đấu 2 trận tại giải đấu này khi U23 Việt Nam đã vào tới trận chung kết.
Tháng 12 năm 2019, Nguyễn Thành Chung cùng đội tuyển U22 Việt Nam chinh phục tấm HCV môn bóng đá nam SEA Games 30. Trong cuộc chạm trán với U22 Indonesia tại vòng bảng, Thành Chung đã có pha đánh đầu ghi bàn cân bằng tỷ số 1-1 cho U22 Việt Nam ở phút 63. Trận đấu sau đó kết thúc với thắng lợi chung cuộc 2-1 dành cho U22 Việt Nam.

## Thống kê sự nghiệp

### Đội tuyển quốc gia
Tính đến ngày 5 tháng 1 năm 2025
| Đội tuyển quốc gia | Năm       | Trận | Bàn |
| ------------------ | --------- | ---- | --- |
| Việt Nam           | 2018      | 1    | 0   |
| Việt Nam           | 2021      | 11   | 0   |
| Việt Nam           | 2022      | 6    | 0   |
| Việt Nam           | 2023      | 4    | 0   |
| Việt Nam           | 2024      | 8    | 0   |
| Việt Nam           | 2025      | 2    | 0   |
| Tổng cộng          | Tổng cộng | 32   | 0   |

### Bàn thắng quốc tế

#### U-23
| # | Ngày                | Địa điểm                                           | Đối thủ   | Bàn thắng | Kết quả | Giải đấu                         |
| - | ------------------- | -------------------------------------------------- | --------- | --------- | ------- | -------------------------------- |
| 1 | 22 tháng 3 năm 2019 | Sân vận động Quốc gia Mỹ Đình, Hà Nội, Việt Nam    | Brunei    | 2–0       | 6–0     | Vòng loại giải U-23 châu Á 2020  |
| 2 | 26 tháng 3 năm 2019 | Sân vận động Quốc gia Mỹ Đình, Hà Nội, Việt Nam    | Thái Lan  | 3–0       | 4–0     | Vòng loại giải U-23 châu Á 2020  |
| 3 | 1 tháng 12 năm 2019 | Sân vận động tưởng niệm Rizal, Manila, Philippines | Indonesia | 1–1       | 2–1     | Đại hội Thể thao Đông Nam Á 2019 |

## Cuộc sống cá nhân
Ngày 13 tháng 4 năm 2022, Nguyễn Thành Chung tổ chức đám cưới với bạn gái Ngô Tố Uyên (sinh năm 2000) sau 5 năm hẹn hò. Cặp đôi đón con trai đầu lòng vào tối ngày 17 tháng 9.

## Thành tích
Năm 2017, Nguyễn Thành Chung là một trong chín cầu thủ được đề cử vào danh sách cầu thủ nam xuất sắc nhất.
Năm 2019, Nguyễn Thành Chung được đề cử cho danh hiệu QUẢ BÓNG VÀNG VIỆT NAM 2019.
Danh hiệu

### Câu lạc bộ
Đội trẻ Hà Nội
- Á quân Giải bóng đá U-17 quốc gia: 2014
- Giải bóng đá U-19 quốc gia: 2014, 2016
- Giải bóng đá U-21 quốc gia: 2013, 2015, 2016

Hà Nội FC
- V.League 1:  Vô địch (2016, 2018, 2019, 2022),   Á quân (2017, 2020)
- Cúp quốc gia:  Vô địch (2019, 2020, 2022),  Á quân (2016),  Hạng ba (2018)
- Siêu cúp quốc gia:  Vô địch (2018, 2019, 2020, 2022)

### Quốc tế
U-23 Việt Nam
- Cúp bóng đá U-23 châu Á:   Á quân (2018)
- Đại hội Thể thao Đông Nam Á:  Huy chương vàng (2019)

Việt Nam
- Giải vô địch Đông Nam Á:  Vô địch (2024),  Á quân (2022)